# Chocolate (chanson de Kylie Minogue)
Singles par Kylie Minogue
Red Blooded Woman
(2004) I Believe in You
(2004)
Chocolate une chanson de la chanteuse australienne Kylie Minogue. La chanson a été écrite par Karen Poole et Johnny Douglas et produit par Johnny Douglas. Le single est extrait de son 9e album studio Body Language (2003).